# チヨダ
株式会社チヨダ（英: CHIYODA CO.,LTD.）は、「東京靴流通センター」「靴のチヨダ」「シュープラザ」などの店舗名称で靴を中心とする量販店を運営する小売業者。東京証券取引所プライム市場上場。

## 概要
1936年（昭和11年）5月に舟橋義雄が東京都杉並区高円寺で「チヨダ靴店」として靴の小売店を開いたのが始まりである。
1948年（昭和23年）6月4日に資本金50万円で「株式会社チヨダ靴店」を設立して法人化した。
1962年（昭和37年）8月に東京都中野区に初の支店として中野店を開設したのを皮切りに、3号店の吉祥寺と中央本線沿線に「靴卸売チヨダ」の店名でチェーン展開を始めた。その後、蒲田や八重洲、池袋などの地下街や駅ビルなどへの店舗展開を進めた。
1969年（昭和44年）4月に神奈川県相模原市に相模原店を開設してショッピングセンターでのテナント出店を開始した。当時は、都市のドーナツ化現象やモータリゼーションが始まったばかりであったため、郊外での靴店の出店は難しいと考えられていたが、2・3年経つうちに急速に売上が伸び、当社の多店化の核となって行った。
しかし、1974年（昭和49年）12月に100店舗を達成し、店舗数で業界トップとなった時点で売上高では4位に留まっていた。
そして、オイルショックに伴うインフレでショッピングセンターへの出店コストが高騰した上、大規模小売店舗法の成立によるショッピングセンターの新設数が減少したことから、店舗を増やしにくい状況が発生した。
そこで、当時の本社ビルの1階にヨドバシカメラやメガネ・ドラッグなどのディスカウント型専門店を参考にして店舗を開設。1977年（昭和52年）に埼玉県大宮市の新大宮バイパス沿いに「東京靴卸売センター」として郊外型ディスカウントストア形態での店舗を開設。この店舗が好調であったことから多店化を進め、後に店名を「東京靴流通センター」へ変更し、1号店から10年間で467店を出店するチェーン店となった。
こうした郊外型ロードサイド店の出店などにより、1979年（昭和54年）10月に200店舗を達成し、売上高でも業界トップとなった。
また、1983年（昭和58年）6月に東京都世田谷区に「ブルーベリー」1号店を開設してアパレル販売へ進出。1985年（昭和60年）12月には「ハローマック」1号店を開設して玩具販売へ進出。1993年（平成5年）2月期に売上高約550億円を上げて国内最大手の玩具専門店となり、当時の全社売上の30%を上げる第2の柱となった。
1990年（平成2年）6月1日にカジュアル衣料品店の子会社・「マックハウス」を設立し、当社で運営していた店舗を移管。
1991年（平成3年）11月に「ベビーマック」1号店を開設して子供服・ベビー服専門店へ進出するなど衣料品や玩具の郊外型専門店の出店も進めた。
その間の1990年（平成2年）9月1日に社名を「株式会社チヨダ」に変更している。
1994年（平成6年）9月に東京都東久留米市に売り場面積約230坪の「シュー・プラザ・チヨダ」1号店の滝山店を開設し、従来店舗の約2倍の売り場面積を持つ大型店で競争力の強化を目指した
なお、リーガルコーポレーションの子会社で靴の製造販売業であるチヨダシューズや「シューズ愛ランド」を運営している島根県の「東京靴」は、当社とは関係ない。

## 沿革
- 1936年（昭和11年）5月 - 舟橋義雄が東京都杉並区高円寺で「チヨダ靴店」を創業[3]。
- 1948年（昭和23年）6月4日 - 「株式会社チヨダ靴店」を設立[1]。
- 1962年（昭和37年）8月 - 東京都中野区に初の支店として中野店を開設し、チェーン展開を開始[3]。
- 1965年（昭和40年）12月 - 静岡県沼津市に沼津店を開設し、東京都以外での店舗展開を開始[3]。
- 1969年（昭和44年）4月 - 神奈川県相模原市に相模原店を開設し、ショッピングセンターでのテナント出店を開始[3]。
- 1970年（昭和45年）3月 - 関西地方での店舗展開を開始[3]。
- 1971年（昭和46年）2月 - 中国地方での店舗展開を開始[3]。
- 1972年（昭和47年）10月 - 中京地方での店舗展開を開始[3]。
- 1973年（昭和48年）9月 - 「株式会社九州チヨダ」を設立[5]。
- 1974年（昭和49年）12月 - 100店舗を達成[3]。
- 1977年（昭和52年）
  - 4月 - 「株式会社北海道チヨダ」を設立[5]。
  - 「東京靴卸売センター」の名称で郊外型ディスカウントストア形態での出店を開始[3]。
- 1979年（昭和54年）10月 - 200店舗を達成[3]。
- 1980年（昭和55年）5月 - 株式を店頭公開[2]。
- 1981年（昭和56年）9月 - 九州地方での店舗展開をしていた子会社「株式会社九州チヨダ」を吸収合併[3]。
- 1982年（昭和57年）11月 - 300店舗を達成[3]。
- 1983年（昭和58年）6月 - 東京都世田谷区に「ブルーベリー」1号店を開設し、アパレル販売へ進出[3]。
- 1984年（昭和59年）11月 - 400店舗を達成[3]。
- 1985年（昭和60年）
  - 7月12日 - 東京証券取引所2部に上場[1]。
  - 9月 - 500店舗を達成[10]。
- 1986年（昭和61年）12月 - 玩具の量販店事業に参入し、「ハローマック」の展開を開始[5]。
- 1989年（平成元年）3月 - 北海道地方での店舗展開をしていた子会社「株式会社北海道チヨダ」を吸収合併[5]。
- 1990年（平成2年）
  - 6月1日 - カジュアル衣料品店の子会社・マックハウスを設立[12]。
  - 9月1日 - 社名を「株式会社チヨダ」に変更[15]。
- 1991年（平成3年）11月[5] - 子供服・ベビー服専門店の「ベビーマック」1号店を開設[14]。
- 1994年（平成6年）9月 - 東京都東久留米市に「シュー·プラザ·チヨダ」1号店の滝山店を開設[16]。
- 1999年（平成11年）2月10日 - 子会社・マックハウスが株式を店頭公開[18]。
- 2003年（平成15年）2月 - 東京証券取引所1部へ指定替え。
- 2005年（平成17年） - ミドリインターナショナルから「セダークレスト」の商標権を取得[19]。
- 2008年（平成20年）7月 - 玩具販売事業から撤退[広報 1]。
- 2009年（平成12年）3月 - 株式会社アイウォークを子会社化[20]。
- 2017年（平成29年）
  - 7月3日 - 本社を東京都杉並区成田東4丁目39番8号 芝萬ビルから同区荻窪4丁目30番16号 藤澤ビルディング5階へ移転[21]。
  - 9月 - 株式会社アイウォークを吸収合併[22][広報 2]。
- 2024年（令和6年）11月19日 - G Future Fund1号投資事業有限責任組合が子会社であるマックハウスに対して実施した株式公開買付けにより、マックハウスが連結子会社ではなくなる[広報 3][広報 4][23]。

## 不祥事・事件

### 下請法違反
2012年1月に、公正取引委員会から下請業者の代金を不当に減額したとして、下請法違反で勧告を受けた。

## 運営店

### 展開する店舗
- SHOE・PLAZA（シュープラザ）

1994年（平成6年）9月より「シュー·プラザ·チヨダ」の名称で出店が開始されたオフ·プライスド·ストア業態で、従来の「東京靴流通センター」の約2倍の大型靴店として競争力の強化を目指した業態である。
- 東京靴流通センター[3]（TSOC[16]）

1977年（昭和52年）より「東京靴卸売センター」の名称で出店が開始され、後に「東京靴流通センター」となった靴の郊外型ディスカウントストア。
敷地面積約300坪に店舗面積80～150坪で、12台から20台の駐車場を併設。
主に都市郊外のロードサイドに店舗を構えており、靴店の郊外の生活道路沿いへの出店は業界でも初めてであった。
紳士靴・婦人靴・子供靴・サンダルなどの履物類を幅広く取りそろえ、分野別・サイズ別に陳列したセルフサービス方式の店舗で、ファミリー向けの品揃えをしている。
近年は改装等で、「東京」の名前を外して単に「流通センター」の屋号で運営する店舗も存在する。
- TOKYO SHOES RETAILING CENTER

駅前商業施設やショッピングセンター内の店舗を中心に展開する業態。
- Chiyoda（靴チヨダ）

店舗面積は30～50坪で、主に都市郊外のショッピングセンターでのテナントで出店。
- CHIYODA HAKI-GOKOCHI（チヨダ はきごこち）[要出典]
- SPC（エスピーシー）[要出典]
- クローバーリーフ（cloverleaf）

アイウォークの運営していた店舗

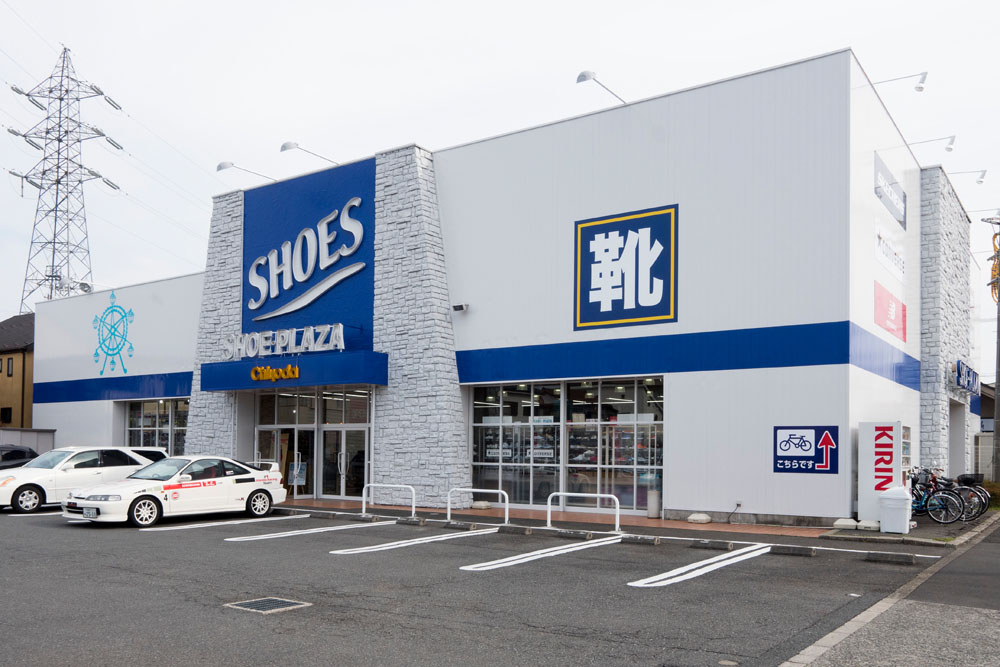
シュープラザ 三鷹かえで通り店
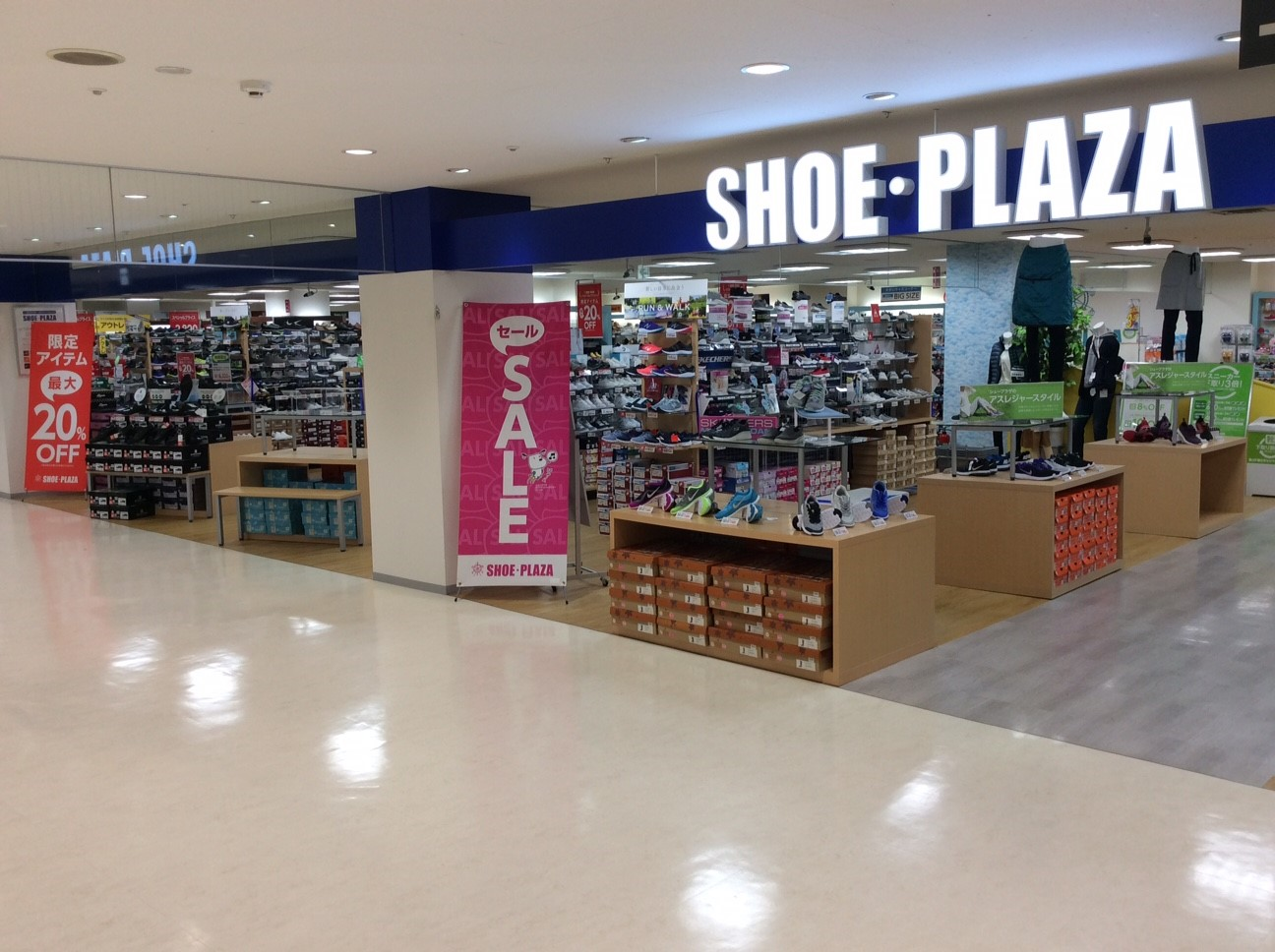
シュープラザ ひばりヶ丘西友店
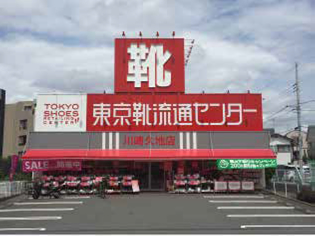
東京靴流通センター 川崎久地店
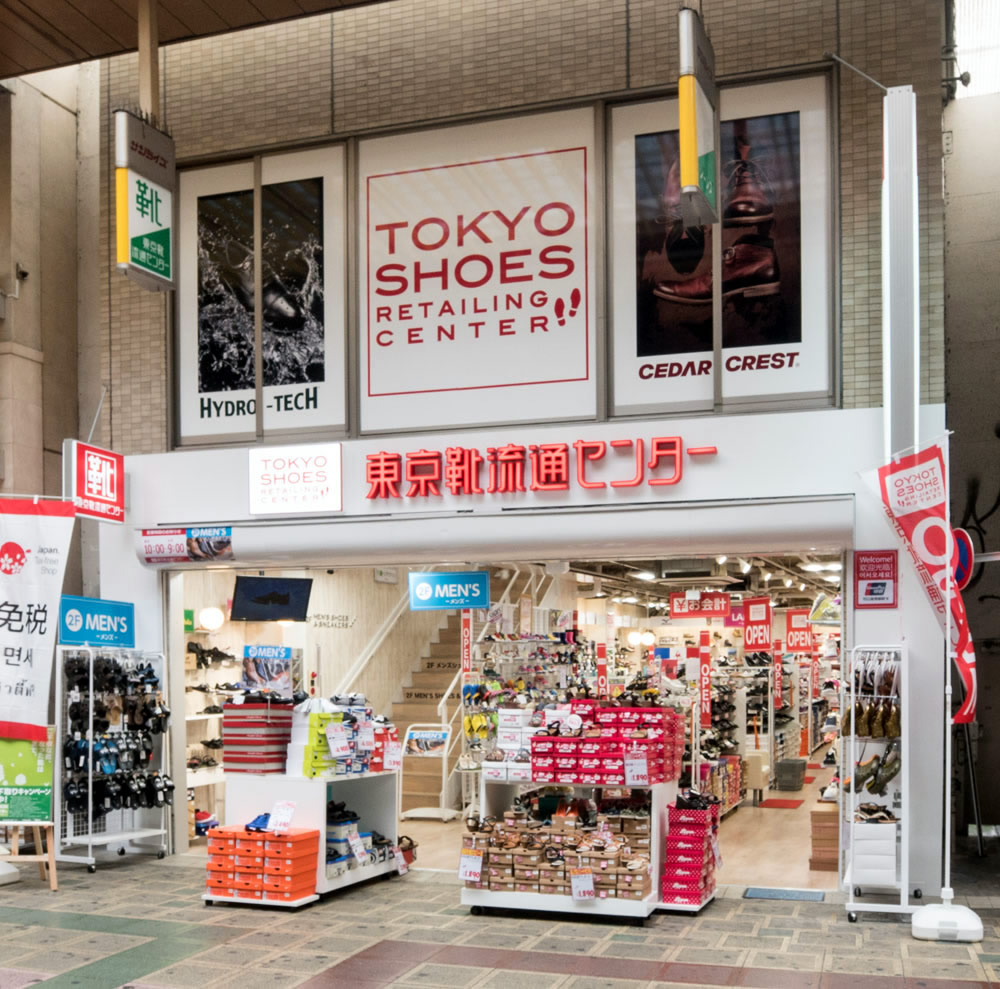
東京靴流通センター 蒲田西口サンライズ店
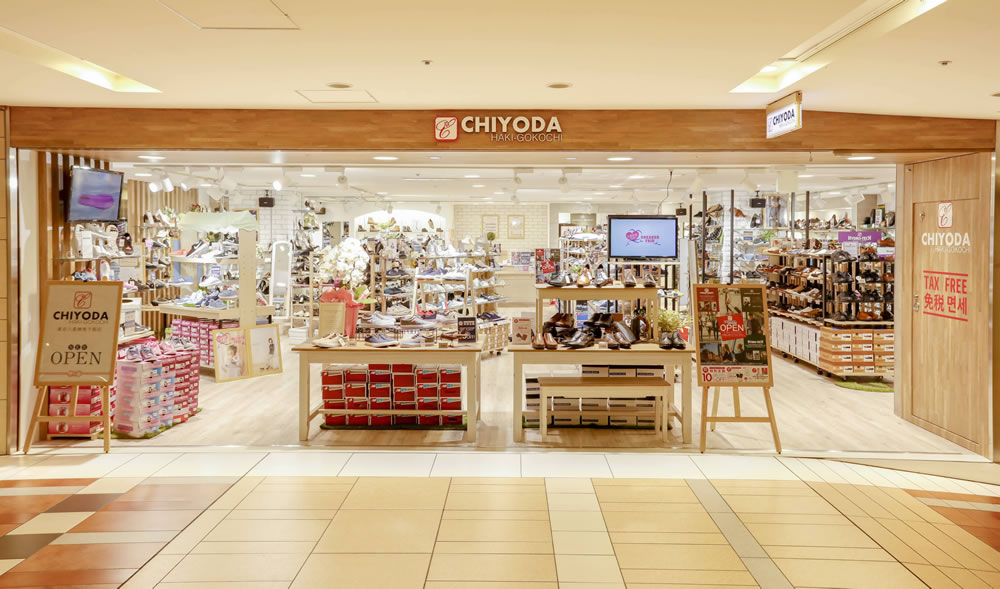
CHIYODA HAKI-GOKOCHI 東京八重洲地下街店

## かつて存在した店舗

### 靴店
- ザ・シューズ

郊外ロードサイド出店のファミリーシューズショップ。
関西で「東京靴流通センター」に当たる業態の店舗名として使用されていた
- フットワーク

スニーカー主体のスポーツシューズショップ。
- トム・マッキャン

米国トム・マッキャンと提携して展開した紳士靴店。
- エル・チヨダ

高級靴専門店。
- ウィルビー

婦人靴店。

### ファッション店

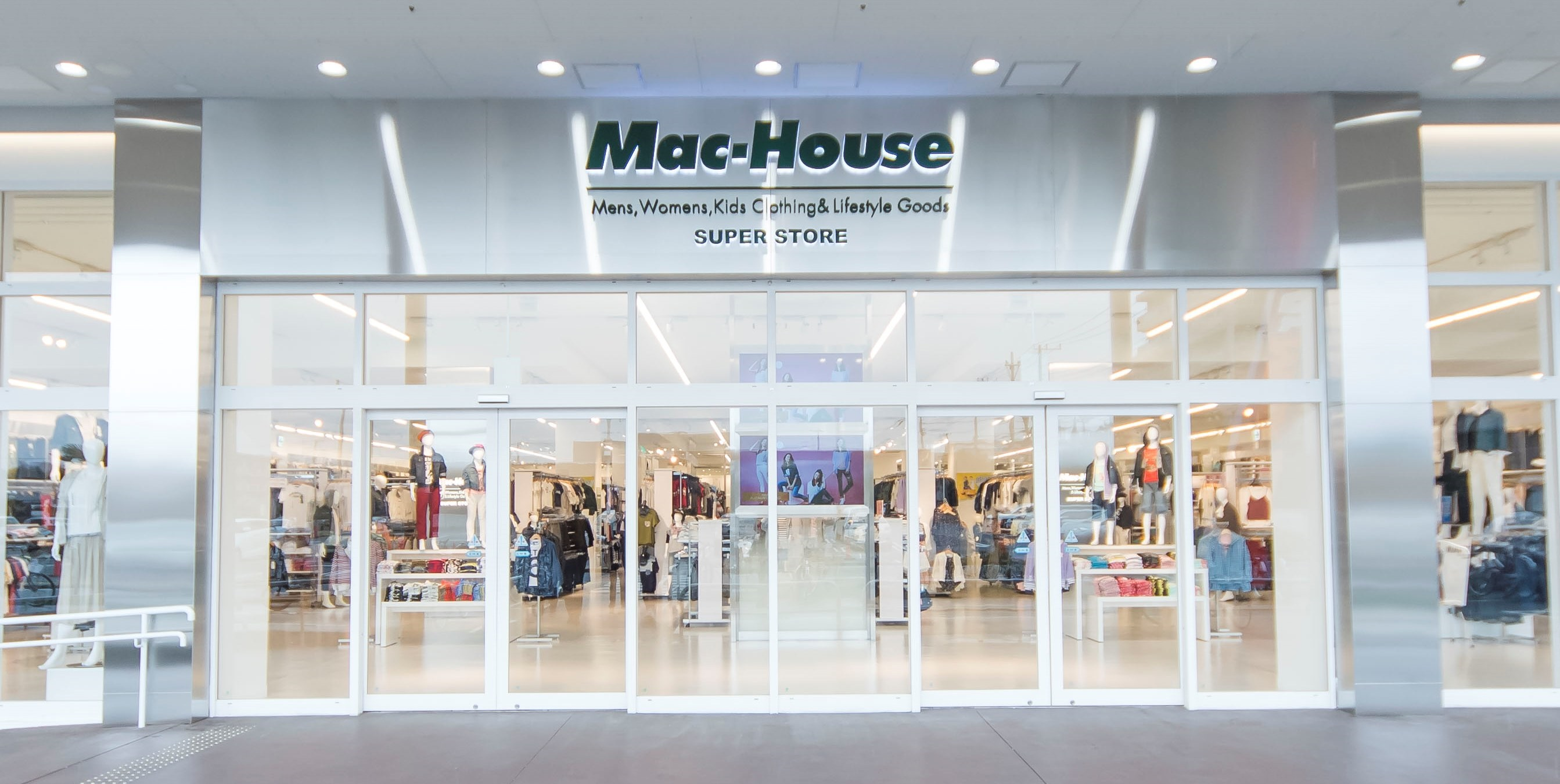
マックハウススーパーストア湘南藤沢店

- メンズクラブ

紳士靴・紳士服・文具・バッグなどを品揃えしたメンズ・トラッド・ショップ。
子会社・マックハウスに移管。
- ブルーベリー

1983年（昭和58年）6月に東京都世田谷区に1号店を開設。
カジュアル・ショップ。
子会社・マックハウスに移管。
- サエラ

靴と軽衣料を品揃えした高感度なレディスファッション店。
- フットアップ

スポーツシューズの他、スポーツウェアなども扱うスポーツ用品店。
- マックハウス

同名の子会社が運営するジーンズショップ。G Future Fund1号投資事業有限責任組合が実施した株式公開買付けにより、2024年（令和6年）11月19日にチヨダとの資本関係がなくなった。

### 玩具店

おもちゃのハローマック

- おもちゃのハローマック

出店開始当時では珍しかったロードサイド立地の玩具店だった。
1993年（平成5年）2月期に売上高約550億円を上げて国内最大手の玩具専門店ととなっていた。
1985年（昭和60年）から2008年（平成20年）7月まで展開。特徴ある外観やキャラクター「マックライオン」で知られた。
店舗多くは改装されて、東京靴流通センターなどのチヨダグループ店舗や別業種の店舗として使われている。
東京おもちゃショー2019にチヨダが「おもちゃのハローマック」名義で出展した。
2024年（令和6年）11月にはチヨダからのライセンス供与を受ける形で、トミーテックがハローマック店舗をジオラマ化した鉄道模型を、トイズキャビンがマックライオンやハローマック店舗などのカプセルトイをそれぞれ発売した。なお、両社共に東京靴流通センター店舗の鉄道模型やカプセルトイも併せて発売した。

### ベビー用品店
- ベビーマム

1991年（平成3年）11月に1号店を開設した子供服・ベビー服専門店。当初は「ベビーマック」の店名であった。
0歳から8歳までの子供向けの衣料・玩具・乗り物・雑貨を扱っていた。
- ベビーパーク[要出典]
- バックランド[要出典]

### その他
- ディスカウントワールドZ

家電・時計・日用品のディスカウントストア。

## 靴のブランド
同社の主要PB（プライベートブランド）は、ハイドロテック（HYDRO-TECH）、バイオフィッター（Bio Fitter）、セダークレスト（CEDAR CREST）の3ブランド。その他多数のPB（プライベートブランド）、16のNPB（ナショナルプライベートブランド）、およびNB（ナショナルブランド）から構成される。

### PB（プライベートブランド）
ハイドロテック（HYDRO-TECH）
多種多様なニーズに応える高機能シューズブランド。防水や防滑、軽量設計や衝撃吸収、通気性、幅広設計などの機能を、ユーザーニーズに合わせて搭載した様々なシリーズを展開する。年間販売足数は約73万足（2017年2月末）。累計販売足数は約700万足（2003年9月～2017年5月末）。
バイオフィッター（Bio Fitter）
世代を問わない、様々なシューズに対する悩みを解決するために開発した「からだ想いのバイオフィッター」ブランド。バイオフィッターは「Bio=生命」と「Fitter=フィットするもの」という単語を組み合わせた造語。年間販売足数は約320万足（2017年2月末）。
セダークレスト（CEDAR CREST）
1925年、米国テネシー州で誕生。2005年（平成17年）にミドリインターナショナルから商標権を取得。
フワラク（fuwaraku）
「チヨダ はきごこち研究所」で企画した初の婦人靴のプライベートブランド。
クリスチアーノ・ロザーニ（Cristiano Rossani）
イタリアのファッションデザイナー、クリスチアーノ氏が企画するシューズ。コンセプトは「ビジネスでも休日のカジュアルでも使用できる靴」。
シュッテ（Shutte）
婦人靴のプライベートブランド。

### 広報など1次資料
1. ↑  平成21年2月期決算短信 (PDF) .pp3 チヨダ
2. ↑  連結子会社の吸収合併（簡易合併）に関するお知らせ チヨダ
3. ↑  子会社の異動を伴う子会社株式の公開買付け応募の結果に関するお知らせチヨダ 2024年11月13日
4. ↑  G Future Fund1号投資事業有限責任組合による当社株式に対する公開買付けの結果並びに親会社、主要株主及び主要株主である筆頭株主の異動に関するお知らせマックハウス 2024年11月13日
5. 1 2 3  “2017年2月期 決算説明会 スライド資料 18頁” (PDF).   チヨダ. 2017年4月19日閲覧。
6. ↑  “ハイドロテック”. 2017年8月7日閲覧。
7. ↑  “バイオフィッター”. 2017年8月7日閲覧。
8. ↑  “「Cristiano Rossani（クリスチアーノ・ロザーニ）」の スポーツスニーカーを9月30日に新発売”.   チヨダ. 2016年9月29日閲覧。